# Carrie (canción)
«Carrie» es una power ballad interpretada por la banda de rock sueca Europe. La canción está incluida en su tercer álbum de estudio The Final Countdown (1986). Se lanzó internacionalmente bajo el sello discográfico Epic Records en enero de 1987.
Fue el cuarto sencillo extraído de dicho trabajo (luego de "The Final Countdown", "Love Chaser" y "Rock the Night" del año anterior),  y alcanzó un notable número 3 en la lista de la Billboard durante la primavera de 1987 (y el número 1 en el Radio and Records Charts en Estados Unidos), siendo – con mucho - su publicación más exitosa a la fecha en ese país. Sin embargo, a nivel general, no superó los logros internacionales del tema central del álbum, la canción «The Final Countdown». 
Como lado B en el disco de vinilo de 7” se incluyó la también balada «Love Chaser». La canción fue coescrita por el vocalista Joey Tempest y el tecladista Mic Michaeli, y producida por Kevin Elson.
En recientes shows, Tempest la interpreta únicamente con una guitarra electro-acústica, mientras que en sus momentos más exitosos en los 80, se veían obligados a ejecutarla dos veces en el mismo directo, al igual que The Final Countdown. Esto ocurre, por ejemplo, en las versiones completas de los bootlegs “Live L.A. 1987” o “Live in París 23-3-1989”. 

## Créditos y personal
- Joey Tempest – voz principal y coros
- John Norum – guitarra eléctrica y coros
- John Levén – bajo y coros
- Mic Michaeli – sintetizadores y coros
- Ian Haugland – batería

Nota: En el videoclip, es Kee Marcello quien aparece como guitarrista, dado que John Norum abandonó la banda antes del lanzamiento del sencillo.

## Posiciones en listas
| Año  | Lista                  | Máxima | Ref.   |
| ---- | ---------------------- | ------ | ------ |
| 1987 | Billboard Hot 100      | 3      | [ 1 ]  |
| 1987 | Canadian Singles Chart | 9      | [ 2 ]  |
| 1987 | Irish Singles Chart    | 10     | [ 3 ]  |
| 1987 | Swiss Singles Chart    | 10     | [ 4 ]  |
| 1987 | French Singles Chart   | 11     | [ 5 ]  |
| 1987 | Italian Singles Chart  | 11     | [ 6 ]  |
| 1987 | Dutch Top 40           | 14     | [ 7 ]  |
| 1987 | Austrian Singles Chart | 15     | [ 8 ]  |
| 1987 | German Singles Chart   | 22     | [ 9 ]  |
| 1987 | UK Singles Chart       | 22     | [ 10 ] |
| 1987 | Mainstream Rock Tracks | 35     | [ 1 ]  |